# Горње Коњаре
Горње Коњаре (мкд. Горно Коњаре) је насеље у Северној Македонији, у северном делу државе. Горње Коњаре припада општини Куманово.
Горње Коњаре има велики значај за српску заједницу у Северној Македонији, пошто Срби чине значајну мањину у насељу.

## Географија
Горње Коњаре је смештено у северном делу Северне Македоније. Од најближег града, Куманова, село је удаљено 6 km северно.
Село Горње Коњаре се налази у историјској области Жеглигово, у равничарском крају, на приближно 370 метара надморске висине. Североисточно од села издиже се планина Рујен.
Месна клима је континентална са слабим утицајем Егејског мора (жарка лета).

## Становништво
Горње Коњаре је према последњем попису из 2021. године имало 1.015 становника. Почетком 20. века сеоско становништво је било подељено између оних који су се изјашњавали Србима и других који су се изјашњавали Бугарима.
Претежна вероисповест месног становништва је православље, а мањинска ислам.
| Национални састав према попису из 2021.‍ | Национални састав према попису из 2021.‍ | Национални састав према попису из 2021.‍ | Национални састав према попису из 2021.‍ | Национални састав према попису из 2021.‍ |
| --------------------------------------- | --------------------------------------- | --------------------------------------- | --------------------------------------- | --------------------------------------- |
|                                         |                                         |                                         |                                         |                                         |
| Македонци                               | Македонци                               |                                         | 506                                     | 49,8%                                   |
| Срби                                    | Срби                                    |                                         | 221                                     | 21,8%                                   |
| Албанци                                 | Албанци                                 |                                         | 200                                     | 19,7%                                   |
| непописани                              | непописани                              |                                         | 78                                      | 7,7%                                    |